# Rhizomyces cucullatus
Rhizomyces cucullatus är en svampart som beskrevs av Thaxt. 1931. Rhizomyces cucullatus ingår i släktet Rhizomyces och familjen Laboulbeniaceae.   Inga underarter finns listade i Catalogue of Life.